# Rubrivirga
Rubrivirga es un género de bacterias gramnegativas de la familia Rubricoccaceae. Fue descrito en el año 2013. Su etimología hace referencia a bacilo rojo. Es aerobia estricta o anaerobia facultativa, inmóvil y en forma de bacilo. Tiene temperaturas de crecimiento óptimas de 35-30 °C. Las células son de color rojo claro. Son bacterias que se encuentran a unos 3.000 metros de profundidad en el mar. 

## Taxonomía
Actualmente consta de dos especies:
- Rubrivirga marina
- Rubrivirga profundi